# セバスチャン・シボワ
セバスチャン・シボワ（1998年3月2日 - ）はフランスのサッカー選手。ポジションはGK。ロデーズAF所属。

## 経歴
2018年5月28日、パリ・サンジェルマンFCと2021年までの契約を結んだ。Bチームで研鑽を積んだが、2019-20シーズン開始前にチェルシーFCからマルシン・ブルカが加入すると序列の低下を危惧し、2019年9月にPSGとの契約を打ち切った。
2020年1月7日、スタッド・ブレスト29と2年半契約を結んだ。2021年2月7日のFCジロンダン・ボルドー戦でリーグ・アンデビューを果たし、2-1の勝利に貢献した。続く2月14日のリール戦ではクリーンシートを達成した。
2022年6月4日、ロデーズAFに3年契約で移籍した。

### その他
PSGに在籍していた2019年1月16日に、カタールツアーの最終日でラクダレースを他の選手らと挑戦し、第2レースにおいて2位という成績を残している。